# The Petal on the Current
The Petal on the Current is een Amerikaanse dramafilm uit 1919 onder regie van Tod Browning. De film is wellicht zoekgeraakt.

## Verhaal
Stella gaat op aanraden van haar vriendin naar een feestje. Ze wil Stella er koppelen aan een verlegen jongen. Hij daagt niet op en Stella drinkt voor het eerst bier. Op weg naar huis wordt ze door een agent aangehouden wegens dronkenschap en prostitutie. Ze wordt veroordeeld tot tien dagen gevangenis. Haar moeder sterft van de schok en Stella verliest haar baan. Uiteindelijk maakt ze in het park kennis met de verlegen jongen, die ze op het feestje had moeten ontmoeten. Stella en hij worden verliefd en trouwen.

## Rolverdeling
| Acteur           | Personage         |
| ---------------- | ----------------- |
| Mary MacLaren    | Stella Schump     |
| Gertrude Claire  | Moeder van Stella |
| Fritzi Ridgeway  | Cora Kinealy      |
| Robert Anderson  | John Gilley       |
| Beatrice Burnham | Gertie Cobb       |
| Victor Potel     | Skinny Flint      |
| David Butler     | Ed Kinealy        |